# カン・ヒョンチョル
カン・ヒョンチョル（강 형철、1974年 - ）は、韓国の映画監督・脚本家。済州島出身。龍仁大学校映画映像学科卒業。

## 略歴
2008年、『過速スキャンダル』で映画監督デビュー。デビュー作にして韓国で観客動員数824万人以上を記録し、青龍映画賞新人監督賞、百想芸術大賞シナリオ賞、ウーディネ極東映画祭観客賞など国内外の映画賞を受賞。
2作目の監督作である映画『サニー 永遠の仲間たち』（2011年）も736万人以上を動員するヒットとなり、大鐘賞監督賞を獲得。後に日本やハリウッドでリメイク版映画も製作された。
2014年には人気映画シリーズの最新作『タチャ 神の手』を監督。翌2015年には第14回ミジャンセン短編映画祭－ジャンルの想像力展の審査員に選出される。
2018年公開の4作目の長編監督作『スウィング・キッズ』では、朝鮮戦争下の捕虜収容所で結成されたタップダンスチームの奮闘を往年のヒットナンバーに乗せて描き、百想芸術大賞監督賞を受賞。
全ての監督作品で脚本も担当している。

## フィルモグラフィ

### 監督・脚本
- 過速スキャンダル（2008年）
- サニー 永遠の仲間たち（2011年）
- シネノート（2012年）　※短編
- タチャ 神の手（朝鮮語版）（2014年）
- スウィング・キッズ（2018年）

## 受賞歴
- 2008年度 - 『過速スキャンダル』
  - 第30回青龍映画賞 新人監督賞
  - 第45回百想芸術大賞 映画部門 シナリオ賞
  - 第29回韓国映画評論家協会賞 新人監督賞
  - 第1回KMDbチョイス・アワード 監督賞
  - 第12回上海国際映画祭 アジア新人賞 作品賞
  - 第11回ウーディネ極東映画祭 観客賞
- 2011年度 - 『サニー 永遠の仲間たち』
  - 第48回大鐘賞 監督賞
  - 第3回今年の映画賞 監督賞
  - 第4回スタイル・アイコン・アワード コンテンツ・オブ・ザ・イヤー
- 2018年度 - 『スウィング・キッズ』
  - 第55回百想芸術大賞 映画部門 監督賞